# Shargacucullia scrophulariae
Shargacucullia scrophulariae là một loài bướm đêm thuộc họ Noctuidae. Nó được tìm thấy ở khắp châu Âu, phía đông đến Thổ Nhĩ Kỳ.

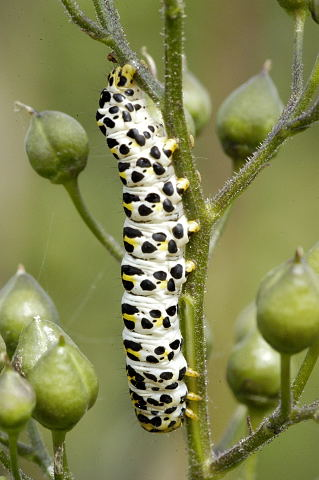
Sâu bướm

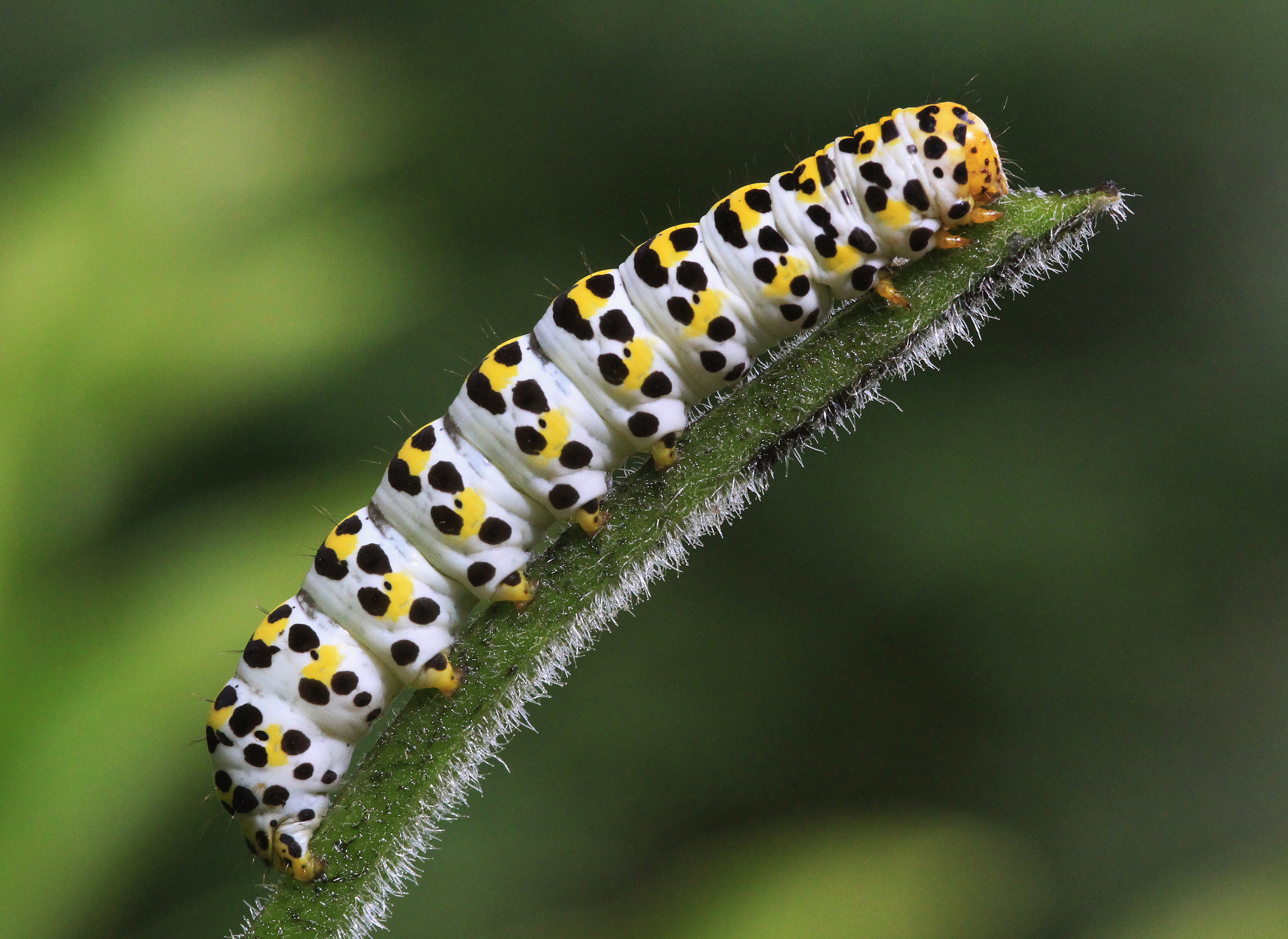
Shargacucullia scrophulariae

Sải cánh dài khoảng 45 mm. Con trưởng thành bay từ tháng 5 đến tháng 8 tùy theo địa điểm.
Ấu trùng ăn Scrophularia umbrosa, Scrophularia nodosa, Scrophularia auriculata, Scrophularia canina, Verbascum lychnitis và Verbascum thapsus.